# Амис
Амис, познатији и као Пангчах, најбројнија је група тајванских староседелаца бројећи око 200.000 припадника према попису из 2014. године. Говорници су језика амис, који спада у формошку групу аустронезијске породице језика. Једни су од 16 званично признатих староседелаца Тајвана. Претежно настањују долину Хуатунг, која излази на Тихи океан.
Амиси су по занимању углавном рибари, због повољног подручја на којем живе. Традиционално су матрилинеални. Амиска села су релативно велика за староседелачке групе, типично око 500 и 1.000. Као и код већине осталих тајванских староседелаца, бракови између Хан Кинеза и Амиса су веома чести. По вероисповести су анимисти и хришћани.